# Edge (журнал)
Edge — британский журнал, а также веб-сайт, посвящённый компьютерным играм, который издаётся в Великобритании медиакомпанией Future Publishing. Известен своими обширными контактами в игровой индустрии, редакционной политикой, написанием всех текстов от третьего лица, ежегодными награждениями и долгожительством[уточнить].

## История
Журнал был запущен в октябре 1993 года Стивом Жераттом (Steve Jarratt) — известным журналистом, специализирующимся на игровой тематике, уже имевшим опыт в запуске изданий, выпускаемых издательским домом Future publishing. В марте 2009 года был издан юбилейный двухсотый номер журнала, а в октябре 2018 года журнал отметил 25-летний юбилей.
В октябре 2003 года главный редактор журнала Хуан Динис-Санчес (João Diniz-Sanches) оставил журнал вместе с выпускающим редактором Дэвидом МакКарти (David McCarthy) и другими штатными сотрудниками. Должность редактора перешла к Тони Мотту (Tony Mott), занимавшему эту должность до Диниса-Санчеса. Единственным оставшимся членом команды была Маргарет Робертсон (Margaret Robertson), которая в 2006 году заменяла Мотта на посту главреда. В мае 2007 года Робертсон оставила этот пост и была заменена Тони Моттом, который, к слову, стал главным редактором издания в третий раз.
В период между 1995 и 2002 годами часть содержания английского издания Edge публиковалась в американском журнале Next Generation. В 2007 году американское отделение издательского дома Future piblishing начало повторно публиковать избранные статьи из журнала Edge на сайте Next Generation. В июле 2009 года сайт был перезапущен под названием Edge.

## Оценка
В журнале применяется десятибалльная система оценки качества игры. За всё время существования журнала наивысшую оценку получило небольшое количество игр. Их полный список приведен ниже:
- Super Mario 64 (Nintendo 64) — E35 (1996)
- Gran Turismo (Sony PlayStation) — E55 (1997)
- The Legend of Zelda: Ocarina of Time (Nintendo 64) — E66 (1998)
- Halo: Combat Evolved (Xbox) — E105 (2001)
- Half-Life 2 (Windows PC) — E143 (2004)
- Halo 3 (Xbox 360) — E181 (2007)
- The Orange Box (Windows PC, PlayStation 3, Xbox 360) — E182 (2007)
- Super Mario Galaxy (Wii) — E183 (2007)
- Grand Theft Auto IV (PlayStation 3, Xbox 360) — E189 (2008)
- LittleBigPlanet (PlayStation 3) — E195 (2008)
- Bayonetta (PlayStation 3, Xbox 360) — E209 (2009)
- Super Mario Galaxy 2 (Wii) — E215 (2010)
- Rock Band 3 (PlayStation 3, Xbox 360) — E222 (2010)
- The Legend of Zelda: Skyward Sword (Wii) — E234 (2011)
- The Last of Us (PlayStation 3) — E255 (2013)
- Grand Theft Auto V (PlayStation 3, Xbox 360) — E272 (2013)
- Bayonetta 2 (Wii U) — E259 (2013)
- Bloodborne (PlayStation 4) — E279 (2015)
- The Legend of Zelda: Breath of the Wild (Nintendo Switch, Wii U) — E304 (2017)
- Super Mario Odyssey (Nintendo Switch) — E312 (2017)
- Red Dead Redemption 2 (PlayStation 4, Xbox One) — E326 (2018)
- Dreams (PlayStation 4) — E344 (2020)
- Elden Ring (ПК, PlayStation 4, PlayStation 5, Xbox One, Xbox Series) — E370 (2022)
- Immortality (Android, iOS, ПК, Xbox Series) — E375 (2022)
- The Legend of Zelda: Tears of the Kingdom (Nintendo Switch) — E385 (2023)
- Baldur’s Gate 3 (ПК, MacOS, PlayStation 5, Xbox Series) — E389 (2023)
- Astro Bot (PlayStation 5) — E403 (2024)
- Clair Obscur: Expedition 33 (ПК, PlayStation 5, Xbox Series) — E411 (2025)

## Ретроспективные награды
В специальном выпуске Edge посвященном ретро-играм, вышедший в декабре 2002 года, редакция ретроспективно присвоила высшие оценки двум играм, вышедшим до появления журнала: 
- Elite (изначально вышла в 1984 году)
- Exile (изначально вышла в 1988 году)

Edge также поставил оценку 10/10 в одном из регулярных ретроспективных обзоров в 122 номере в 2003 году: 
- Super Mario Bros. (изначально вышла в 1985 году)[6]

В юбилейном номере Edge, приуроченном к 10-летию журнала в 2003 году, редакция включила GoldenEye 007 (1997) в список десяти лучших шутеров, с отметкой, что это, возможно, «единственная другая игра», которая должна была получить оценку 10 из 10. Изначально игра получила оценку девять из десяти, но позднее редакция заявила, что «десятка рассматривалась, но в конечном итоге была отклонена».
Resident Evil 4, которая заняла второе место в специальном номере Edge Presents The 100 Best Videogames, изначально получила оценку девять по десятибальной системе, но, согласно этому номеру, данная игра подошла «чертовски близко к шестой (на тот момент) игре получившей десятку от Edge».
В юбилейном номере, посвященном 20-летию (E258) журнала в августе 2013 года, была опубликована статья под названием «Десять поправок», в которой ретроспективно были скорректированы оценки следующих семи игр, получившие 10 из 10, и по каждой игре редакция дала свое обоснование.
- GoldenEye 007 (Nintendo 64)
- Advance Wars (Game Boy Advance)
- Resident Evil 4 (GameCube, PlayStation 2, Wii, Windows, PlayStation 3, Xbox 360)
- Drop7 (iOS, Android)
- Red Dead Redemption (Xbox 360, PlayStation 3)
- Super Street Fighter IV (Xbox 360, PlayStation 3, Arcade)
- Dark Souls (PlayStation 3, Xbox 360, Windows)